# Szent Imre Vándorút
A Szent Imre Vándorút egy jelvényszerző túra a Felső-Őrségben, amelynek útvonalát a Millecentenárium tiszteletére a Hegyek Vándorai Turista Egyesület alakította ki 1996-97-ben.

## Útvonala
Az útvonal Szentgotthárd - Felső-Csóka - Szent Imre templom - Nemesmedves - Magyarbüks - Horvátnádalja között húzódik az egykori „vasfüggöny” mögötti területen 39 km hosszúságban.

## Története
A teljes útvonal avatására 1997 őszén került sor, melynek során Nemesmedvesen ünnepélyes forrásavatás is volt. A Fő út mellett működő, Vándor-forrásnak nevezett forrás beton falán réz emléktáblát helyeztek el. Néhány évvel később a forrás elapadt, ezért vezetékes vizet vezettek az egykori kifolyóhoz.

## Látnivalók az útvonal mentén
- Szentgotthárd, ciszterci apátság és templom
- Felső-Csóka, geodéziai mérőtorony
- Felsőrönök Szent Imre-templom, amely egyben az útvonal névadója
- Nemesmedves, Emlékpark, temetője szélén a HVTE kopjafa
- Mária-kert pihenőhely
- Miród-forrás
- Vasalja, Szent István király templom